# Hyochang-dong
Hyochang-dong là phường của Yongsan-gu ở Seoul, Hàn Quốc.

## Điểm thu hút
- Bảo tàng Kim Koo
- Sân vận động Hyochang

## Giáo dục
- Trường tiểu học Seoul Keumyang[3]
- Trường phổ thông kỹ thuật ô tô ở Seoul[4]

## Vận chuyển
- Ga công viên Hyochang của Tuyến Seoul 6

## Liên kết
- (tiếng Anh) Trang chính thức Yongsan-gu
- (tiếng Hàn) Trang chính thức Yongsan-gu